# Janine van Wyk
Janine van Wyk (Alberton, 17 aprile 1987) è una calciatrice sudafricana, difensore della nazionale sudafricana, della quale è anche capitano.
Nazionale dal 2005, ha disputato cinque edizioni della Coppa d'Africa di categoria, arrivando in finale nel 2012 e nel 2018, due Olimpiadi e un Mondiale, superando le 150 presenze con la maglia delle Banyana Banyana, risultato condiviso con Noko Matlou, uniche atlete a raggiungere in Sudafrica, tra maschi e femmine, tale primato.

## Palmarès

### Nazionale
- Coppa delle nazioni africane femminile: 1

2022